# Bloomfield (Connecticut)
Bloomfield ist eine Stadt im Hartford County im Bundesstaat Connecticut in den Vereinigten Staaten. Das U.S. Census Bureau hat bei der Volkszählung 2020 eine Einwohnerzahl von 21.535 ermittelt.

## Geschichte
Die Stadt wurde offiziell 1835 gegründet, ihre Wurzeln gehen aber bis ins Jahr 1640 zurück. Im Jahr der Gründung hatte die Stadt mehr als 900 Einwohner.

### Parks
Der Penwood State Park ist ein ca. 3,2 km2 großer Park im Norden der Stadt. Der Park wurde 1944 von dem Industriellen Curtis Hussey Veeder (1862–1943) der Stadt zum Geschenk gemacht. Der Lake Louise im Park wurde nach seiner Frau benannt.
Im Westen der Stadt liegen die Talcott Mountains mit dem Talcott Mountain State Park.

## Wirtschaft und Infrastruktur

### Unternehmen
Bloomfield ist Sitz der Kaman Corporation, die heute vor allem in der Luftfahrtindustrie tätig ist.

### Verkehr
Der nächstgelegene Flughafen ist der Flughafen Hartford, der sich nördlich außerhalb der Stadt befindet. Die Stadt wird angebunden von der Interstate 91 und der Interstate 84 (West).

## Persönlichkeiten

### Söhne und Töchter der Stadt
- Edward H. Gillette, Politiker
- Jimmy Greene, Jazzmusiker
- Anika Noni Rose, Schauspielerin und Sängerin

### Persönlichkeiten, die vor Ort gewirkt haben
- Joseph F. Ryter, Politiker